# Франкофонте
Франкофо́нте (итал. Francofonte) — коммуна в Италии, в регионе Сицилия, в провинции Сиракуза.
Население составляет 12 684 человека (на 2004 г.), плотность населения составляет 179 чел./км². Занимает площадь 73,95 км². Почтовый индекс — 96015. Телефонный код — 095.
Покровительницей коммуны почитается Пресвятая Богородица (Madonna della Neve). Праздник ежегодно празднуется 5 августа.